# Йонас Берггрен
Йонас Берггрен (повне ім'я — Йонас Петтер Бергрен) (швед. Jonas Petter Berggren), народився 21 березня 1967 року в Гетеборзі, Швеція — шведський музикант, один із засновників шведського поп-гурту Ace of Base разом із Ульфом Екбергом, Лінн Берггрен та Єнні Берггрен.

## Вклад в гурт Ace of Base

### Вокал
Його голос можна почути в наступних піснях:
- «Beautiful Life»
- «Happy Nation»
- «Waiting for Magic»
- «Fashion Party»
- «You and I»
- «Da Capo»

### Автор та продюсер
Він написав та спродюсував практично всі композиції гурту, окрім пісень :
- «Cruel Summer» (кавер на пісню гурту Bananarama)
- «Don’t Turn Around» (кавер на пісню гурту Aswad)
- «Everytime It Rains» (автори — Рік Новелс, Біллі Стайнберг, Марія Відаль)
- «Don’t Go Away» (автори — Ульф Екберг та Джон Баллард)
- «Experience Pearls» (автор — Єнні Берггрен)
- «He Decides» (автор — Єнні Берггрен)
- «I Pray» (автори — Ульф Екберг та Джон Баллард)
- «Just 'N' Image» (автор — Лінн Берггрен)
- «Strange Ways» (автор — Лінн Берггрен)
- «Perfect World» (автор — Ульф Екберг)
- «Ravine» (автор — Єнні Берггрен)
- «Que Sera» (автори — Ульф Екберг, Джон Баллард, Stonestream)
- «Wave Wet Sand» (автор — Єнні Берггрен)
- «Whispers In Blindness» (автор — Лінн Берггрен)
- «Wonderful Life» (кавер на пісню гурту Black)

## Співпраця з іншими колективами
Протягом творчої кар'єри, Йонас також працював з DJ BoBo, Army of Lovers, E-Type та Мее.
Йонас був також продюсером та композитором альбому «Pride» шведського поп-гурту Yaki-Da.